# Vera Lynn
Vera Margaret Lynn, CH DBE OStJ, född Welch den 20 mars 1917 i East Ham, London, död 18 juni 2020 i Ditchling, East Sussex, var en brittisk sångerska, låtskrivare och skådespelare. Lynn var mycket populär i hemlandet under särskilt 1930- och 1940-talen och blev allmänt känd som "the Forces' Sweetheart" under andra världskriget. 
Förmodligen är Vera Lynns framförande av "We'll Meet Again" det allra mest kända, men även "Auf Wiederseh'n, Sweetheart", "The White Cliffs of Dover", "A Nightingale Sang in Berkeley Square" och "There'll Always Be an England" är några av hennes klassiska låtar. Lynn dubbades till Dame Vera Lynn (DBE) 1976.

## Karriär
Vera Lynn skivdebuterade 1935 och gjorde mer än 1 100 skivinspelningar. Hon turnerade under andra världskriget som fältartist för att sjunga för de brittiska trupperna världen över och hennes skivor och framträdanden var enormt populära vid tiden. 
Lynn var fortsatt populär efter kriget och medverkade i radio och TV i Storbritannien och USA. År 1952 blev hon, med singeln "Auf Wiedersehen, Sweetheart", den första brittiska artist som toppat USA:s topplista. Hennes sista singel, "I Love This Land", släpptes för att markera slutet på Falklandskriget 1982. 
Vera Lynn blev 2009 den äldsta artist, 92 år, som toppat den brittiska albumlistan då hennes samlingsalbum We'll Meet Again: The Very Best of Vera Lynn intog förstaplatsen. Hon släppte samlingsalbumet Vera Lynn 100 i mars 2017, för att fira sitt hundraårsjubileum. Albumet placerade sig på en tredjeplats på topplistan, vilket gjorde henne till den äldsta artisten i världen och den första hundraåriga artisten att ha ett album med på listorna.
Lynn ägnade sig åt välgörenhetsarbete till förmån för krigsveteraner, handikappade barn och åt arbete mot bröstcancer.
"Vera", en av låtarna på Pink Floyds album The Wall, handlar om Vera Lynn.

## Diskografi

### Studioalbum
- 1949 – Sincerely Yours
- 1956 – If I Am Dreaming

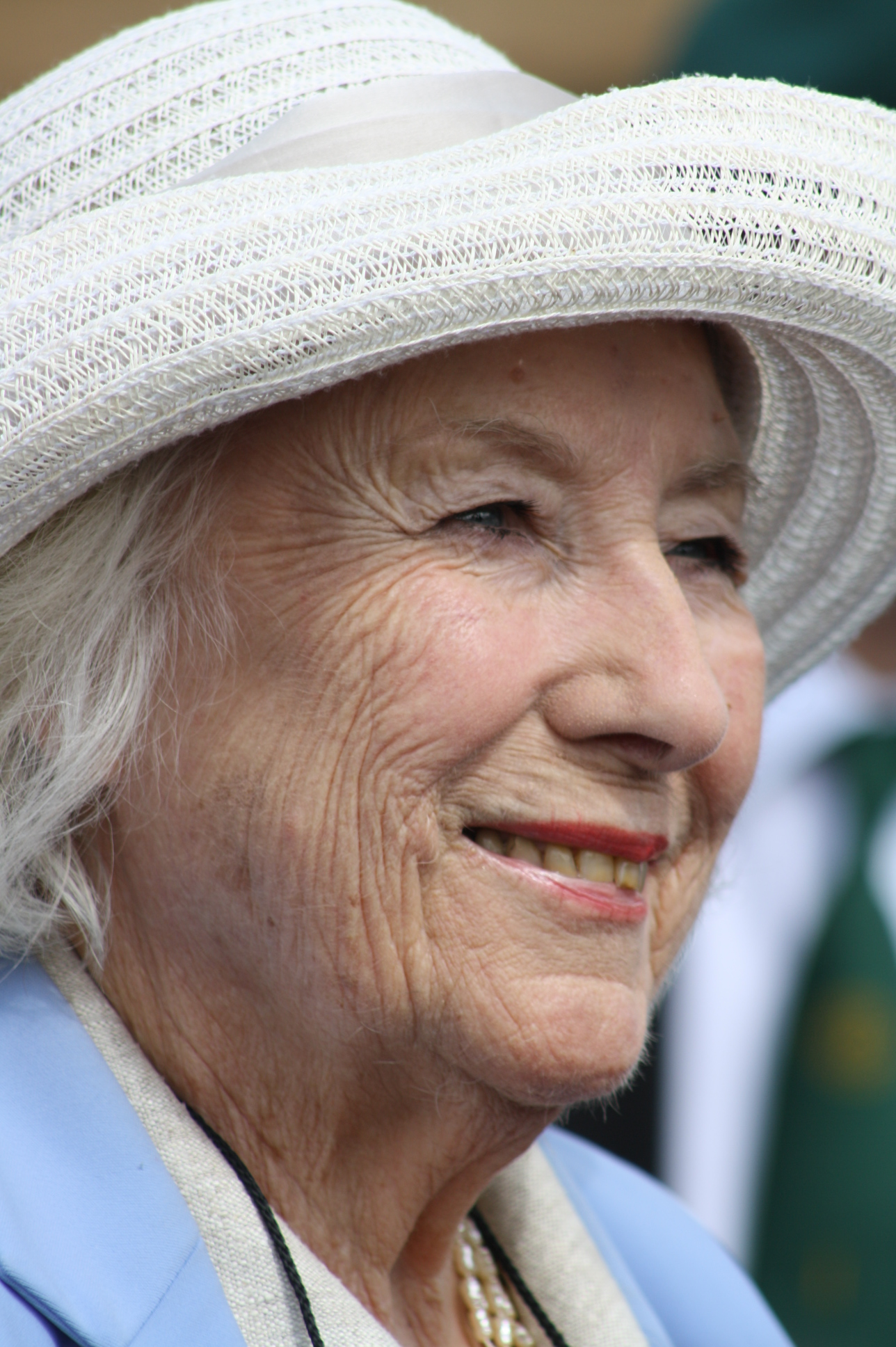
Vera Lynn 2009.

- 1958 – The Wonderful World of Nursery Rhymes
- 1959 – Vera Lynn Sings...Songs of the Tuneful Twenties
- 1960 – Sing With Vera
- 1960 – Yours
- 1961 – As Time Goes By
- 1962 – Hits of the Blitz
- 1963 – The Wonderful Vera Lynn
- 1964 – Among My Souvenirs
- 1966 – More Hits of the Blitz
- 1970 – Hits of the 60's-My Way
- 1972 – Unforgettable Songs by Vera Lynn
- 1972 – Favourite Sacred Songs
- 1974 – Vera Lynn Remembers – The World at War
- 1976 – Christmas with Vera Lynn
- 1977 –	Vera Lynn in Nashville
- 1979 –	Thank You For the Music (I Sing The Songs)
- 1981 –	Singing To the World
- 1984 –	Vera Lynn Remembers
- 1989 – We'll Meet Again
- 2010 – Unforgettable

### Singlar
Hitsinglar (topp 20 på UK Singles Chart)
- 1952 – "Auf Wiederseh'n Sweetheart" (#10)
- 1952 – "Forget-Me-Not" (#5)
- 1952 – "The Homing Waltz" (#9)
- 1953 – "The Windsor Waltz" (#11)
- 1954 – "My Son, My Son" (#1)
- 1956 – "A House with Love in It" (#17)
- 1957 – "Travellin' Home" (#20)

Andra kända låtar
- 1952 – "Yours (Quiéreme Mucho)" (US #7)
- 1954 – "We'll Meet Again" (US #29)
- 1954 – "If You Love Me (Really Love Me)" (US #21)

### Samlingsalbum i urval
- 1981 – 20 Family Favourites
- 2009 – We'll Meet Again: The Very Best of Vera Lynn
- 2014 –	National Treasure – Ultimate Collection
- 2017 – Vera Lynn 100

## Filmografi
- 1943 – We'll Meet Again
- 1943 – Rhythm Serenade
- 1944 – One Exciting Night
- 1962 – Den kidnappade Venus
- 2014 – Meet Again

## Priser och utmärkelser
- Order of the Companions of Honour
- Brittiska imperieorden
- Brittiska Johanniterorden
- Asteroiden 4214 Veralynn[4]